# Spirostreptus excavatus
Spirostreptus excavatus är en mångfotingart som beskrevs av Karsch 1881. Spirostreptus excavatus ingår i släktet Spirostreptus och familjen Spirostreptidae. Inga underarter finns listade i Catalogue of Life.